# Johann Wilhelm Hertel
Pour les articles homonymes, voir Hertel.
Johann Wilhelm Hertel (né à Eisenach le 9 octobre 1727 – mort à Schwerin le 14 juin 1789) est un compositeur et harpiste allemand.

## Œuvres
Il a notamment écrit des concertos pour  trompette, pour hautbois, pour harpe et des sonates pour clavecin.

## Enregistrements
- Main-Barockorchester Frankfurt : Concerti, Sinfonie (label Aeolus, 2005)